# Peter Hartmann (Politiker, 1970)
Peter Hartmann (* 1970; heimatberechtigt in Steckborn) ist ein Schweizer Politiker (Grüne).

## Leben
Peter Hartmann wuchs im Kanton Aargau auf und machte nach seinem Studium der Kulturtechnik an der ETH Zürich und ETH Lausanne einen dreijährigen Auslandaufenthalt in Afrika. Hartmann arbeitet als Projektleiter in den Bereichen Lärmschutz und Wasser im Ingenieurbüro Jauslin Stebler AG in Muttenz. Er ist verheiratet, Vater von zwei Söhnen und lebt in Muttenz.

## Politik
Peter Hartmann ist seit 2013 Mitglied der Bau- und Planungskommission der Gemeinde Muttenz.
Bei den Landratswahlen 2019 wurde Hartmann in den Landrat des Kantons Basel-Landschaft gewählt. Er ist seit 2019 Mitglied der Umweltschutz- und Energiekommission und seit 2021 Mitglied der interparlamentarischen Geschäftsprüfungskommission der Schweizerischen Rheinhäfen. 2022 wurde Peter Hartmann zum zweiten Vizepräsidenten des Landrates gewählt.
Peter Hartmann ist Vorstandsmitglied der Grünen Baselland und Co-Präsident der Grünen Muttenz.